# Ad Daqahliyah
Ad Daqahliyah (arabisk: الدقهليه ) er et guvernement, som ligger nordøst for Kairo. Dets areal er 3.471 km², og det har en befolkning på 5.338.831 indbyggere. Regionens hovedstad er al-Mansurah og andre betydelige byer er Mit Ghamr, Bilqas og Manzalah.
Regionen er kendt for, at nogle af de mest anerkendte egyptere indenfor videnskab, ingeniørvidenskab, medicin og kunst kommer herfra. Nyrecenteret i Mansurah er regnet som det bedste nyrecenter i Afrika.

## Eksterne kilder og henvisninger
1. ↑  Areal og befolkning

- Wikimedia Commons har flere filer relateret til Ad Daqahliyah

31°3′N 31°23′Ø / 31.050°N 31.383°Ø